# 228e bataillon de Toronto
Le 228e bataillon de Toronto, aussi connu sous le nom de Northern Fusiliers, était un  bataillon des Forces canadiennes durant la Première Guerre mondiale. Il est connu pour avoir participé pendant presque une saison dans un championnat de hockey sur glace.

## L'équipe de hockey sur glace
À partir de l'été 1916, l'armée canadienne recrute un total de 63 joueurs de hockey. Cela lui permet d'inscrire une équipe senior dans l'OHA, une équipe junior, trois équipes dans les ligues locales et enfin une équipe dans l'Association nationale de hockey pour participer à la saison saison 1916-1917. L'équipe joue alors avec une tenue couleur kaki et devient très rapidement l'équipe la plus appréciée par les fans de l'association.
En effet, en 10 matchs joués au cours de la première partie de la saison, ils en gagnent six, inscrivent 70 buts et en prennent 57. Ainsi, l'équipe est résolument portée sur l'offensive crée le spectacle mais le 10 février 1917, l'unité est envoyé au front et l'équipe est forcée d'arrêter de jouer.
Cet arrêt soudain de l'équipe s'accompagne de scandales alors que certains joueurs décident de ne pas partir au front. Eddie Oatman est l'un d'entre eux et avance comme argument que l'équipe n'avait pas fini de le payer donc il ne se sent pas obligé de suivre son bataillon. D'un autre côté, les archives militaires ont montré qu'Oatman était bel et bien engagé mais qu'il fut réformé car ses instructeurs ne pensaient pas qu'ils ferait un bon soldat.